# Aphanogmus manihoti
Aphanogmus manihoti är en stekelart som beskrevs av Paul Dessart 1989. Aphanogmus manihoti ingår i släktet Aphanogmus och familjen pysslingsteklar. Inga underarter finns listade i Catalogue of Life.